# Hippokrates (Stratege)
Hippokrates (altgriechisch Ἱπποκράτης Hippokrátēs), der Sohn des Ariphron, war in der Anfangsphase des Peloponnesischen Krieges 424/423 v. Chr. gemeinsam mit dem General Demosthenes einer der Strategen (Militärbefehlshaber) der Stadt Athen. Er starb 424 v. Chr. bei einer militärischen Operation in Böotien. Hippokrates war möglicherweise ein Neffe des berühmten Athener Staatsmanns Perikles.

## Der Angriff auf Megara
In dem Jahr 424/423 v. Chr. wandte sich die demokratische Partei in Megara aus Furcht vor einer Rückkehr der verbannten Aristokraten und einem nachfolgenden oligarchischen Umsturz um Hilfe an Athen, bereit, dem athenischen Heer die Stadt in die Hände zu spielen. Die Athener Feldherrn Demosthenes und Hippokrates nahmen diese Gelegenheit sofort wahr und erschienen mit einem ausgewählten Korps von Soldaten in Megara, wo es ihnen mit Unterstützung ihrer Parteifreunde in der Stadt gelang, sich in den Besitz der langen Mauern zu setzen, die Megara mit seinem Hafen Nisaia verbanden. Da ihr Plan verraten wurde, waren sie aber nicht in der Lage, in die Stadt selbst einzudringen. Als Ersatz griffen sie Nisaia an und zwangen die dort befindliche spartanische Besatzung zur Kapitulation. Als wenig später der Spartaner Brasidas mit einem beträchtlichen Heer erschien, stabilisierte dies die Position der lakedämonischen Partei innerhalb von Megara. Es gelang Brasidas jedoch nicht, die Athener aus dem Hafen Nisaia zu vertreiben. Der Kampf um Megara endete in einer Patt-Situation, die bis zur Rückeroberung Nisaias im Jahr 409 v. Chr. anhielt.

## Die Besetzung von Delion
Bald danach griffen Demosthenes und Hippokrates in Abstimmung mit demokratischen Parteigängern in einigen der böotischen Städte nach einem vorbereiteten Plan Böotien an drei Punkten zugleich an. Während Demosthenes die Hafenstadt Siphai am Korinthischen Golf angriff, sollte Hippokrates – solange die böotischen Kräfte durch Demosthenes gebunden waren – Delion, einen Platz nahe der attischen Grenze, erobern und befestigen. Für diese Aktion wurde von Hippokrates in Athen eine allgemeine Mobilmachung ausgerufen, der auch die in Athen lebenden Fremden Folge leisten mussten. Aufgrund eines Fehlers in der Abstimmung zwischen den beiden Feldherrn misslang dieser Plan und Demosthenes war bereits wieder aus Siphai vertrieben worden, bevor Hippokrates nach Böotien eindrang. Es gelang ihm aber, Delion einzunehmen, zu befestigen und dort eine Besatzung zu installieren.

## Tod in der Schlacht von Delion
Auf dem Rückmarsch nach Athen wurde Hippokrates jedoch von der böotischen Armee überrascht und zwischen Delion und Oropos gestellt. Bei der nun ausbrechenden Schlacht von Delion erlitten die Athener eine vollständige Niederlage, bei der 1000 Athener fielen, darunter auch ihr Feldherr Hippokrates. Zu den Überlebenden gehörten der frühere Feldherr Laches, der als einfacher Hoplit an der Schlacht teilgenommen hatte, sowie der Philosoph Sokrates und dessen Schüler Alkibiades, der spätere Feldherr.